# Magyarország védett gombáinak listája
Magyarország védett gombái a védett és a fokozottan védett növény- és állatfajokról szóló 13/2001 (V.9.) KöM rendeletet a 23/2005 (VIII. 31.) KvVM miniszteri rendelet módosította, ekkor került fel 35 gombafaj és 5 zuzmófaj a védett fajok listájára. Ezt a listát módosította (bővítette) a 83/2013. (IX.25.) VM rendelet 5. melléklete, ennek eredményeként ma már 58 gombafaj és 17 zuzmófaj védett hazánkban.
- Gombák
  - Agaricus bohusii - Csoportos csiperke
  - Amanita caesarea - Császárgalóca
  - Amanita lepiotoides - Húsbarna galóca
  - Amanita vittadinii - Őzlábgalóca
  - Aspropaxillus lepistoides (syn. Leucopaxillus lepistoides) - Tejpereszke
  - Battarrea phalloides - Álszömörcsög
  - Cantharellus melanoxeros - Sötétedőhúsú rókagomba
  - Chlorophyllum agaricoides (syn. Endoptychum agaricoides) - Lemezes pöfeteg
  - Cortinarius paracephalixus - Nyárfa-pókhálósgomba
  - Cortinarius praestans - Óriás pókhálósgomba
  - Dendropolyporus umbellatus (syn. Polyporus umbellatus) - Tüskegomba
  - Disciotis venosa - Ráncos tárcsagomba
  - Elaphomyces anthracinus - Köldökös álszarvasgomba
  - Elaphomyces leveillei - Patinás álszarvasgomba
  - Elaphomyces maculatus - Foltos álszarvasgomba
  - Elaphomyces mutabilis - Bundás álszarvasgomba
  - Elaphomyces persooni - Kékbelű álszarvasgomba
  - Elaphomyces virgatosporus - Csíkosspórájú álszarvasgomba
  - Entoloma porphyrophaeum - Lilásbarna döggomba
  - Flammulina ononidis - Iglice-fülőke
  - Floccularia luteovirens - Réti pikkelyespereszke
  - Ganoderma cupreolaccatum (syn. G.pfeifferi) - Rézvörös lakkostapló
  - Geastrum hungaricum - Honi csillaggomba
  - Gomphidius roseus - Rózsaszínű nyálkásgomba
  - Gomphus clavatus - Disznófülgomba
  - Grifola frondosa - Ágas tapló
  - Gyrodon lividus - Éger-tinóru
  - Aurantiporus croceus (syn. Hapalopilus croceus) - Sáfrányszínű likacsgomba
  - Hericium cirrhatum - Tüskés sörénygomba
  - Hericium erinaceum - Közönséges süngomba
  - Hygrocybe calyptriformis - Rózsaszínű nedűgomba
  - Hygrocybe punicea - Vérvörös nedűgomba
  - Hygrophorus marzuolus - Tavaszi csigagomba
  - Hygrophorus poetarum - Izabellvöröses csigagomba
  - Hypsizygus ulmarius - Laskapereszke
  - Lactarius helvus - Daróc-tejelőgomba
  - Leccinum variicolor - Tarkahúsú érdestinóru
  - Leucopaxillus tricolor - Háromszínű álpereszke
  - Lycoperdon mammiforme - Cafatos pöfeteg
  - Phellodon niger - Fekete gereben, Fekete szagosgereben
  - Pholiota squarrosoides - Fakópikkelyes tőkegomba
  - Phylloporus pelletieri - Lemezes tinóru
  - Pluteus umbrosus - Pelyhes csengettyűgomba
  - Pogonoloma macrocephalum (syn. Leucopaxillus macrocephalus)  - Gyökeres álpereszke
  - Polyporus rhizophilus (syn. cerioporus rhizophilus ) - Gyepi likacsosgomba
  - Polyporus tuberaster - Olaszgomba
  - Pseudoboletus parasiticus - Élősdi tinóru
  - Rhodotus palmatus - Tönkös kacskagomba
  - Russula claroflava - Krómsárga galambgomba
  - Sarcodon ioeides - Lilahúsú gereben
  - Sarcodon scabrosus - Korpás gereben
  - Scutiger pes-caprae - Barnahátú zsemlegomba
  - Squamanita schreieri - Sárga pikkelyesgalóca
  - Strobilomyces strobilaceus - Pikkelyes tinóru
  - Suillellus dupainii (syn. Boletus dupainii) - Kárminvörös tinóru
  - Tulostoma obesum - Bocskoros nyelespöfeteg
  - Tylopilus porphyrosporus (syn. Porphyrellus porphyrosporus) - Sötét tinóru
  - Volvariella bombycina - Óriás bocskorosgomba

- Zuzmók
  - Cetraria aculeata - Tüskés vértecs
  - Cetraria islandica - Izlandi zuzmó
  - Cladonia arbuscula - Erdei rénzuzmó
  - Cladonia magyarica - Magyar tölcsérzuzmó
  - Cladonia mitis - Szelíd rénzuzmó
  - Cladonia rangiferina - Valódi rénzuzmó
  - Lobaria pulmonaria - Tüdőzuzmó
  - Peltigera leucophlebia - Változó ebzuzmó
  - Solorina saccata - Pettyegetett tárcsalapony
  - Umbilicaria deusta - Korpás csigalapony
  - Umbilicaria hirsuta - Bozontos csigalapony
  - Umbilicaria polyphylla - Soklombú csigalapony
  - Usnea florida - Virágos szakállzuzmó
  - Xanthoparmelia pulvinaris (Xanthoparmelia pseudohungarica)  - Magyar bodrány
  - Xanthoparmelia pokornyi - Pokorny-bodrány
  - Xanthoparmelia ryssolea - Homoki bodrány
  - Xanthoparmelia subdiffluens - Terülékeny bodrány